# HMS Arkösund (12)
HMS Arkösund (12), även MUL 12, var ursprungligen en minutläggare i svenska marinen från 1953. Fartyget livstidsförlängdes 1990-1991 av Oskarshamns varv och tjänstgjorde sedan som stab- och ledningsfartyg inom amfibiekåren. Fartyget hette MUL 12 tills 1985 då den fick sitt nuvarande namn Arkösund. I juni 2009 sålde Försvarsmakten genom Hilco fartyget till Fastighets AB Stora Höggarn.
In May 2023, Arkosund was purchased by Colombia Dive Adventures and renamed Vivax.  Ship is operating as a dive charter vessel alongside her sister ship Ferox formerly HMS Grundsund (MUL 15).